# NGC 1158
NGC 1158 ist eine Linsenförmige Galaxie vom Hubble-Typ SB0 im Sternbild Eridanus am Südsternhimmel. Sie ist schätzungsweise 376 Millionen Lichtjahre von der Milchstraße entfernt und hat einen Durchmesser von etwa 100.000 Lichtjahren.

Im selben Himmelsareal befinden sich u. a. die Galaxien IC 268, IC 269, IC 270, IC 272.
Das Objekt wurde am 1. Januar 1886 vom US-amerikanischen Astronomen Francis Leavenworth entdeckt.